# Corona d'advent

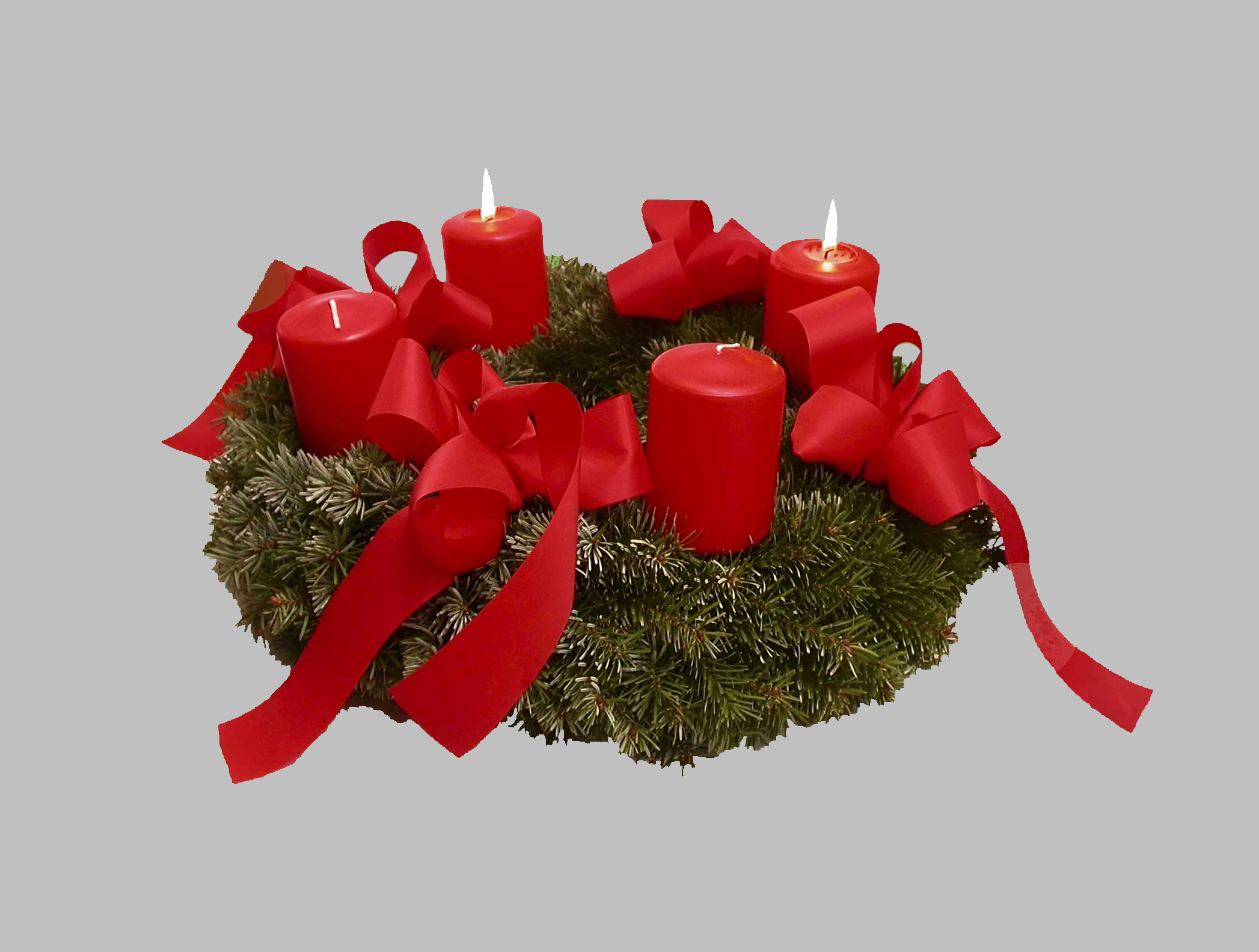
La corona d'advent té quatre espelmes, una per a cada diumenge de l'advent.

Una corona d'advent és un ornament en forma de corona feta amb branques d'avet i quatre espelmes que en algunes cultures és tradicionalment penjada o bé col·locada damunt una taula durant l'advent. És un costum popularitzat a Alemanya després de la Primera Guerra Mundial, el qual s'ha estès a alguns països de l'Europa occidental. Els diumenges d'advent la família o la comunitat es reuneix entorn de la corona d'advent. Després es llegeix la Bíblia i alguna meditació. La corona es pot dur al temple a beneir pel sacerdot.

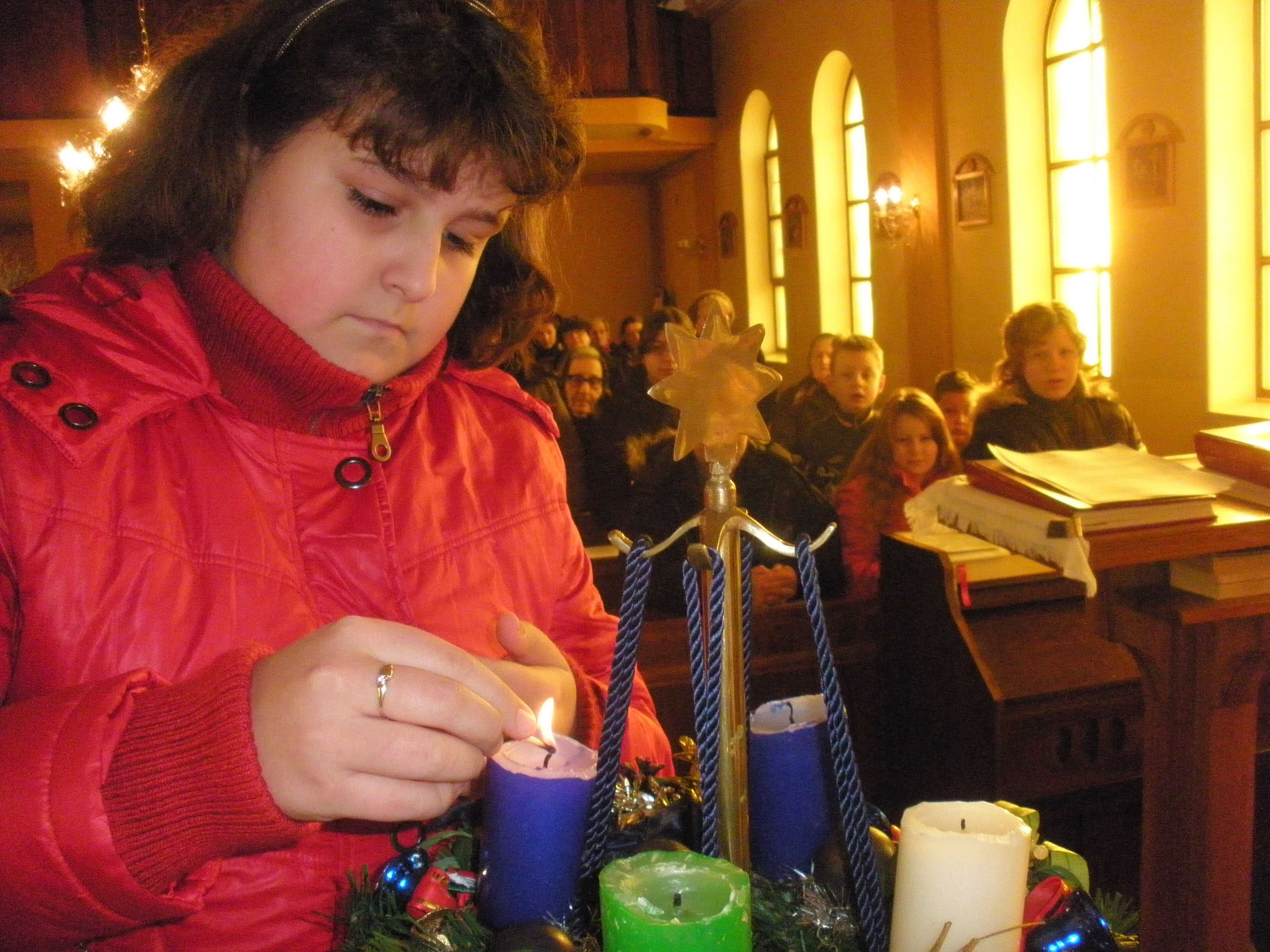
La corona d'advent a Voivodina, Sèrbia

## Origen
La corona d'advent té el seu origen en una tradició pagana europea que consistia a encendre espelmes a l'hivern amb el foc del déu Sol, perquè tornés amb la seva llum i la seva calor durant l'hivern. Els primers missioners van aprofitar aquesta tradició per evangelitzar les persones. Partien dels seus costums per ensenyar-los la fe catòlica.

## Símbols
La corona està formada per una gran varietat de símbols: 
- La forma circular: El cercle no té ni principi ni final. És el senyal d'amor de Déu, que és etern, sense principi ni final; i també de l'amor a Déu i el proïsme, perquè no s'acabi mai.
- Les branques verdes: El verd és el color de l'esperança i de la vida. Déu vol que s'esperi el seu benefici, el perdó dels pecats i la glòria eterna al final de la vida. L'anhel més important de la vida dels creients ha de ser arribar a una unió més estreta amb Déu.
- Les quatre espelmes: Són quatre espelmes que es posen en la corona i que s'encenen d'una en una, durant els quatre diumenges d'advent en fer l'oració en família. Així com les tenebres es dissipen amb cada espelma que s'encén, els segles es van il·luminant amb la cada vegada més propera arribada de Crist al món.
- Les pomes vermelles: Són pomes de color vermell que adornen la corona i representen els fruits del jardí de l'Edèn, amb Adam i Eva que van portar el pecat al món, però van rebre també la promesa del Salvador Universal. Ens fan pensar en la foscor provocada pel pecat que cega l'home i l'allunya de Déu. Després de la primera caiguda de l'home, Déu va anar donant a poc a poc una esperança de salvació que va il·luminar tot l'univers com les espelmes, la corona.
- El llistó vermell: Representa l'amor a Déu i l'amor de Déu que embolcalla el creient.